# Eamonn Fitzgerald
Eamonn Fitzgerald (* 1906 im County Kerry; † 1958 im County Dublin) war ein irischer Dreispringer.
Bei den Olympischen Spielen 1932 in Los Angeles wurde er mit seiner persönlichen Bestleistung von 15,01 m Vierter.